# 宮前進
宮前 進（みやまえ すすむ、1893年（明治26年）6月4日 - 1972年（昭和47年）2月16日）は、日本の実業家、政治家。衆議院議員、秩父市名誉市民。

## 経歴
埼玉県秩父郡大宮町（現:秩父市）で生まれる。1915年、東京高等商業学校を卒業。書籍雑貨商を営む。
秩父町会議員、所得税調査委員、金銭債務調停委員、商工経済会評議員を務める。
実業界では、埼玉県文具卸施設組合理事長、秩父生活必需品小売業統制組合理事長、秩父商工会議所副会頭、埼玉県信用金庫理事、埼玉県商店会連合会長、秩父市商店連盟連合会長、全日本商店会連合会理事、秩父合同運送取締役社長、宮前商店取締役社長、養成社取締役社長、秩父乳業取締役社長などを務めた。
1946年4月、第22回衆議院議員総選挙で埼玉県選挙区から日本進歩党所属で出馬して当選。その後、民主党に所属し、衆議院議員を一期務めた。
その他、秩父市観光協会初代会長、秩父市商工会議所会頭、秩父漁業会長、埼玉県公安委員会委員長、秩父市公安委員などを務めた。